# 東雲寮奇譚
『東雲寮奇譚』（しののめりょうきたん）は、吉川うたたによる日本の漫画作品。秋田書店『サスペリア』（現『月刊サスペリアミステリー』）にて、1999年から2001年まで連載された。単行本は全3巻。

## あらすじ
東雲寮はとある仏教系高校の寮。ここに偶然一室に集まった4人のどたばたホラーコメディ。

## 主な登場人物?
北代貢（きたしろ みつぐ）
酔っ払った親父が近所の坊主との賭けに負けて、坊主になるために仏教高に入学。ユキちゃん（後述）に惚れられている。
東堂篠生（とうどう しのぶ）
神社の息子だが、色々勉強した方が良いと仏教高へ入学してきた変わり者。
植物を育てるのが上手く、緑の指を持つと言われている。
南条一春（なんじょう かずはる）
お寺の息子（姉3人）。料理が得意で、寮でも良く作っている。
西河国光（さいが くにみつ）
理事長の孫で、人気歌手。ゴシップ騒動で転校させられた。理事長の若い時と瓜二つ。
ユキちゃん
元は戦国大名の娘で、隣国に攻め込まれ自害する。
工事現場で骨を発掘されたのを機に、幽霊として現われ、そばを歩いていた北代を見初める。
タマじい
卵に一つ目、手足が生えた化け物。
山の神
本体は大きな足。
人形（ひとがた）の時は底無し胃袋で、化け物でもなんでも食べる。

## 書籍情報
ホラーコミックス 秋田書店 絶版
1. 1999年11月5日 ISBN 4-253-12726-6
2. 2000年12月15日 ISBN 4-253-12727-4
3. 2001年11月10日 ISBN 4-253-12728-2

ぶんか社コミックス ホラーMシリーズ ぶんか社
- 上 2010年8月1日 ISBN 978-4-8211-7032-6
- 下 2010年8月1日 ISBN 978-4-8211-7033-3